# Bernard Hill
Bernard Hill (ur. 17 grudnia 1944 w Manchesterze, zm. 5 maja 2024) – brytyjski aktor.
Dwie najbardziej znane kreacje aktorskie Bernarda Hilla to postać kapitana Edwarda Johna Smitha w filmie Titanic (1997) w reżyserii Jamesa Camerona oraz króla Rohanu Théodena w filmach Władca Pierścieni: Dwie wieże i Władca Pierścieni: Powrót króla w reżyserii Petera Jacksona. Przez role w powyższych produkcjach Bernard Hill stał się jedynym w historii aktorem grającym w dwóch głośnych filmach, które zdobyły rekordową liczbę 11 Nagród Amerykańskiej Akademii Filmowej (Titanic w 1997 i Władca Pierścieni: Powrót króla w 2003). Data jego urodzin pokrywa się z datą światowej premiery filmu Władca Pierścieni: Powrót króla.

## Kariera teatralna
- A View from the Bridge
- Gasping
- The Cherry Orchard
- Macbeth
- Shortlist
- Twelfth Night
- Normal Service
- John, Paul, Ringo, and Bert

## Filmografia
- Ja, Klaudiusz (serial telewizyjny, 1976)
- Gandhi (1982)
- Bunt na Bounty (1984)
- Drowning by Numbers (1988)
- Shirley Valentine (1989)
- Góry Księżycowe (1990)
- Duch i Mrok (1996)
- O czym szumią wierzby (1996)
- Titanic (1997)
- Prawdziwa zbrodnia (1999)
- Sen nocy letniej (1999)
- Król Skorpion (2002)
- Władca Pierścieni: Dwie wieże (2002)
- Władca Pierścieni: Powrót króla (2003)
- Wimbledon (2004)
- Walkiria (2008)
- Franklyn (2008)
- ParaNorman (2012)